# Tom Dowd
Thomas John "Tom" Dowd (Manhattan (New York), 20 oktober 1925 - Aventura (Florida), 27 oktober 2002) was een Amerikaans geluidstechnicus en muziekproducent. Hij werkte eerst voor Atlantic Records en later zelfstandig. Zijn innovatieve werkwijze in de studio bestond onder meer uit het gebruik van achtsporenrecorders en zelfgemaakte microfoons. Hij heeft uiteenlopende muziekstijlen geproduceerd, van blues, jazz, soul, tot pop en rock.

## Biografie
Zijn vader was een zanger en toneelmeester, terwijl zijn moeder operettezangeres was. Tom Dowd leerde op jonge leeftijd piano, tuba en viool spelen. In 1942 voltooide hij op 16-jarige leeftijd de Stuyvesant High School en volgde daarna een muziekopleiding aan het City College of New York. Overdag werkte hij in het natuurkundelab in Pupin Hall van de Columbia-universiteit. Hij speelde tuba en sousafoon in de fanfare van deze universiteit.
Hij was vanuit Pupin Hall van 1942 tot 1946 betrokken bij de ontwikkeling van de atoombom in het kader van het geheime Manhattanproject. Na de Tweede Wereldoorlog was hij nog betrokken bij Operation Crossroads waarbij op Bikini een serie kernproeven werd uitgevoerd. Het lukte hem niet om daarna zijn wetenschappelijke carrière in kernfysica voort te zetten. De kennis die hij had opgedaan maakte de opleiding achterhaald, maar aangezien dit geheime informatie was, kon hij dit niet gebruiken voor een eventuele studie.
Vanaf 1947 begon hij zijn technische kennis in opnamestudio's te gebruiken. Voor National Records nam hij als geluidstechnicus If I Knew You Were Comin' I'd've Baked a Cake van Eileen Barton op, wat een grote hit werd. Als freelancer werkte hij onder meer voor Tico Records met Latijns-Amerikaanse muziek als Machito, Pachito, Tito Rodríguez, Joe Loco en Tito Puente.
Hij werkte sinds 1949 voor Atlantic Records, onder Ahmet Ertegün en producer Jerry Wexler, eerst als freelancer, vanaf 1954 als vaste kracht gedurende meer dan vijfentwintig jaar. Hij begon in de Apex Studios en zijn talent werd al snel herkend. Zo kwam hij te werken met Ray Charles, Ruth Brown, Joe Turner, LaVern Baker, The Clovers, The Coasters, The Drifters, Bobby Darin, John Coltrane, Modern Jazz Quartet, Ornette Coleman en anderen.
Door zijn werk met blinde artiesten als Ray Charles, Lennie Tristano, George Shearing en Roland Kirk leerde hij beter te luisteren naar muziek.
Als een van de eerste geluidstechnici nam hij vanaf 1949 muziek op met behulp van magneetband in plaats van vinyl. In 1958 kreeg hij na Les Paul de beschikking over de tweede achtsporenrecorder (niet te verwarren met de 8-track voor consumentengebruik) die Ampex gebouwd had, het model 5258. Tot dan werden mengtafels gebruikt met ronde faders, maar dit werd met acht sporen ondoenlijk. Dowd verving de ronde knoppen door lineaire schuifknoppen. In 1960 ontwierp hij de Atlantic Studios in New York op 1841 Broadway. Naast de schuifknoppen gaf hij de mengtafel hier ook equalizers en limiters. Het eerste nummer dat in deze studio werd opgenomen, was Save the Last Dance for Me door The Drifters.
Gaandeweg richtte Atlantic zich steeds meer op popmuziek en minder op blues. Daar was Dowd niet gelukkig mee, maar in 1961 ging Atlantic de distributie verzorgen voor Stax Records en zo kwam hij te werken met onder meer Booker T. & the M.G.'s, Rufus Thomas en Otis Redding. In 1967 begeleidde hij een aantal Stax-artiesten tijdens een tour door Engeland en Frankrijk. Daar kwam hij in contact met The Beatles en zag tot zijn verbazing dat zij nog werkten met een viersporenrecorder, iets wat hij al bijna tien jaar achter zich had gelaten.
In datzelfde jaar kwam hij te werken met Aretha Franklin die toe net bij Atlantic was gekomen. De opnames voor I Never Loved a Man the Way I Love You begonnen in de FAME Studios in Muscle Shoals, maar werden voltooid in de Atlantic Studios in New York. Dit album werd een grote hit met onder meer Respect, een nummer dat hij drie jaar eerder had opgenomen voor Otis Reading op Otis Blue. Door het grote succes gingen zij weer de studio in om datzelfde jaar nog Aretha Arrives uit te brengen. Ook in 1967 nam hij voor Cream Disraeli Gears op in de Atlantic Studios. In zijn periode bij Atlantic Records werkte hij verder voor onder anderen Ben E. King, Wilson Pickett en Charles Mingus.
Aan het einde van de jaren zestig verliet hij Atlantic Records en werkte hij voor zichzelf. Veel van zijn werk als geluidstechnicus had hij gedaan met Wexler als producer en toen deze steeds meer op ging nemen in Criteria Studios in Miami, volgde Dowd hem. Hier produceerde hij gedurende 1970 Idlewild South, het tweede album van The Allman Brothers Band. Dit beviel zo goed dat hij daarna nog veel van hun werk produceerde, waaronder hun doorbraak At Fillmore East, opgenomen tijdens live-optredens in Fillmore East in Manhattan. Toen Eric Clapton, die Dowd nog kende uit zijn tijd bij Cream, in dat jaar met Derek and the Dominos Layla and Other Assorted Love Songs opnam in Criteria Studios, traden de Allman Brothers daar in de buurt op. Duane Allman had tegen Dowd al aangegeven te willen kijken bij de opnames van Clapton, maar Clapton wilde eerst naar het concert van de Allman Brothers. Daarna nodigde hij Allman uit om mee te spelen op het album en uiteindelijk speelde deze mee op 11 van de 14 nummers.
Zo groeide de invloed van Dowd in Southern rock, met artiesten als Lynyrd Skynyrd, The Marshall Tucker Band en Jerry Jeff Walker. Lynyrd Skynyrd was zo onder de indruk van Dowd dat ze hun vierde album Gimme Back My Bullets, het eerste dat door hem geproduceerd werd, aanvankelijk Ain't No Dowd About It wilden noemen als eerbetoon.
Hij werkte ook voor James Brown, Diana Ross, Rod Stewart, Dusty Springfield (Son of a Preacher Man). Hij schreef voor het cd-boekje bij het compilatiealbum Queen of Soul: The Atlantic Recordings, hetgeen hem in 1982 een Grammy Award opleverde. In 2002 ontving Dowd een Lifetime Achievement Award van de National Academy of Recording Arts and Sciences. Hij werd in 2012 postuum opgenomen in de Rock and Roll Hall of Fame.

### Persoonlijk leven
Hij was eerst getrouwd met Jackie, met wie hij twee zoons had en daarna met Cheryl met wie hij een dochter had.

## Documentaire
Over het leven en werk van Dowd werd een documentaire gemaakt, Tom Dowd & the Language of Music, die in 2003 in première ging.